# Ochmacanthus reinhardtii
Ochmacanthus reinhardtii är en fiskart som först beskrevs av Franz Steindachner 1882.  Ochmacanthus reinhardtii ingår i släktet Ochmacanthus och familjen Trichomycteridae. Inga underarter finns listade i Catalogue of Life.